# Combat de Koba
Guerre du Mali
Batailles
Le combat de Koba a lieu le 16 juin 2015 lors de la guerre du Mali.

## Déroulement
Le 16 juin 2015, un accrochage a lieu dans la forêt de Koba, à une soixantaine de kilomètres au sud-ouest de la ville de Boni, dans la région de Mopti,,. Selon l'armée malienne, cinq djihadistes sont tués, un autre est fait prisonnier, un poste de commandement est démantelé et 15 motos, 6 mines antichars, deux fusils AK-47 et deux caisses de munitions sont saisies,,. Un militaire malien est également blessé,,. Les djihadistes tués appartiendraient à la katiba Macina, affilée à Ansar Dine,,.